# فرنسيس أ. نيكسون
فرنسيس أ. نيكسون (بالإنجليزية: Francis A. Nixon)‏ هو شخصية أعمال أمريكي، ولد في 3 ديسمبر 1878 في Elk Township, Vinton County, Ohio ‏ في الولايات المتحدة، وتوفي في 4 سبتمبر 1956 في لا هابرا في الولايات المتحدة.